# Musée Matisse
Il Musée Matisse è consacrato all'opera dell'artista francese Henri Matisse. Riunisce una delle più importanti collezioni delle sue opere a livello mondiale, che permette di ripercorrere la sua carriera e l'evoluzione del suo linguaggio dagli inizi fino ai suoi ultimi lavori. Situato all'interno della Villa des Arènes, villa genovese del XVII secolo costruita nel quartiere di Cimiez, il museo ha aperto le sue porte nel 1963.

## La sede
La sede del museo è la Villa des Arènes', dimora seicentesca situata tra gli ulivi e le rovine romane della collina di Cimiez.

## La storia
La Villa des Arènes, i cui lavori di costruzione cominciano nel 1670, è ultimata nel 1685 e nominata all'epoca Palazzo Gubernatis, dal nome del suo proprietario e committente, Jean-Baptiste Gubernatis, console di Nizza. La villa prende il suo nome attuale nel 1950, quando la città di Nizza, desiderosa di preservarla, la acquista da una società immobiliare. 
Il Musée Matisse viene creato nel 1963 e collocato al primo piano della villa, mentre il piano terra era occupato dal Musée Archeologique de Nice-Cimiez. Bisogna attendere il 1989 perché quest'ultimo sia trasferito in un edificio collocato proprio sul sito dei resti dell'antica città romana di Cemenelum e il Musée Matisse sia ampliato: è stato oggetto di un'importante ristrutturazione e di un progetto di ampliamento che lo ha costretto a rimanere chiuso per quattro anni. Riapre nel 1993, con una nuova ala moderna a disposizione, oltre che spazi ristrutturati, grazie ai quali arriva a esporre la totalità della sua collezione permanente, che dal 1963 non ha smesso di crescere grazie a donazioni e a depositi. 

## Collezione
La collezione permanente del museo è il risultato di numerose donazioni: per prima quella di Matisse stesso, che ha vissuto e lavorato a Nizza dal 1917 al 1954, poi quelle dei suoi eredi e, ancora, i depositi di opere effettuati dallo Stato. Il museo riunisce 68 dipinti e gouaches découpées, 236 disegni, 218 stampe, 57 sculture e 14 libri illustrati di Matisse, cui si aggiungono 95 fotografie, 187 oggetti appartenuti al pittore oltre che serigrafie, tappeti, ceramiche, vetrate e altri tipologie di documenti.

## Opere principali
- Figure à l'ombrelle, 1905.
- Tempête à Nice, 1919-1920.
- Petite Pianiste, robe bleu, fond rouge, 1927.
- Odalisque au coffret rouge, 1927.
- Papeete-Tahiti, 1935.
- Nu dans un fauteuil, plante verte, 1936.
- Nymphe dans la forêt, 1936-1938.
- Lectrice à la table jaune, 1944.
- Nu renversé, étendu sur le dos, vers 1946.
- Nature morte aux grenades, 1947.
- Danseuse créole, 1950.
- Vitrail, étude pour L'Arbre de vie, 1950.
- Nu bleu IV, 1952.
- La Vague, 1952.
- Fleurs et Fruits, 1952-1953.